# 呉水娟
吳 水娟（オ・スヨン、Oh Soo Yeon、1964年 - ）は韓国の小説家。ソウル特別市出身。

## 略歴
[1994年に長編『난쟁이 나라의 국경일（小人の国の祝日）』で第1回現代文学社主催の新しい作家賞を受賞し、文壇デビューした。1997年には短編集『빈집（空き家）』の発表後、2年間インドで生活した。蒸し暑さと寂しさと戦いながら得た経験は、強い文体と異国的で幻想的な小説雰囲気を形成することに一助した。この経験を元に、2001年には連作小説集である『부엌（キッチン）』を発表し、その中の中篇小説『땅 위의 영광（地上の栄光）』で韓国日報文学賞を受賞した。
デビュー作からわかる吳の関心事は、民主化運動勢力の後日談とフェミニズムの二つである。『빈집（空き家）』ではフェミニズム的な観点がより強化されたように見えるが、もっと広い観点でみると、吳の関心は世界の中心に入れなかったマイノリティーの生活全般にあると思える。インドでの生活後、発表した作品『부엌（キッチン）』は、第3世界の国々と国民の生活を描いている。インドを背景に、インド人以外にも韓国人、国籍の違う東洋人男女、アフリカの黒人男性が登場する。小説は登場人物がキッチンという空間を中心にして起きた出来事を描いているが、キッチンが家の中心ではない空間であることにも意味がある。
吳は2003年のイラク戦争当時、韓国の作家を代表して反戦平和運動のためイラクとパレスチナを訪問した。このときの体験を生かして2004年に随筆集『아부 알리 죽지마 – 이라크 전쟁의 기록（アブアリ死なないで-イラク戦争の記録）』を発表した。

## 年譜
- 1964年、ソウル に生まれる。
- 1994年、長編『난쟁이 나라의 국경일（小人の国の祝日）』を発表し、文壇デビュー。第1回現代文学社主催の新しい作家賞受賞。
- 1997年、『빈집（空き家）』の発表後、2年間インドで生活する。
- 2001年、第34回韓国日報文学賞受賞。
- 2006年、第5回美しい作家賞受賞。
- 2008年、第26回申東曄創作賞受賞。

## 代表作品
- 1994年、난쟁이 나라의 국경일（小人の国の祝日）
- 1997年、빈집（空き家）
- 2001年、부엌（キッチン）
- 2002年、선물（贈り物）
- 2004年、아부 알리 죽지마 – 이라크 전쟁의 기록（アブアリ死なないで-イラク戦争の記録）
- 2006年、팔레스타인의 눈물（パレスチナの涙）
- 2006年、길에서 만난 세상：대한민국 인권의 현주소를 찾아（道で出会った世界：大韓人権の現住所を探して）
- 2007年、황금지붕（黄金の屋根）